# Catopsis berteroniana
Catopsis berteroniana ist eine epiphytische Pflanzenart aus der Familie der Bromeliengewächse (Bromeliaceae).

## Ökologie
Wie bei allen Trichterbromelien wird Wasser in den Blatttrichtern gesammelt. Dort hinein fallen auch Staub, Pflanzenteile und Tiere. Organisches Material wird mit Hilfe von Bakterien und Pilzen zersetzt. Die dann gelösten Nährstoffe werden über die Blätter aufgenommen.
Catopsis berteroniana ist die bisher einzige Catopsis-Art, die als präkarnivor angesehen wird. Dies bedeutet, dass sie am Anfang einer Entwicklung hin zu einer fleischfressenden Pflanze ist. Die Beute (Insekten) ertrinkt in den mit Wasser gefüllten Trichtern, es existiert aber keine Verdauung mit Enzymen, sondern die Pflanze benötigt zur Gewinnung der Nährstoffe aus erbeuteten Tieren Bakterien als Hilfe (im Gegensatz zu den karnivoren Pflanzen im strengen Sinne). In den Trichtern fanden sich sehr niedrige pH-Werte, dadurch wurde der Schluss gezogen, dass dies zur besseren Assimilation der Nährstoffe führt.

## Verbreitung
Das Verbreitungsgebiet erstreckt sich von Florida in den südlichen USA über Mexiko, Zentralamerika und die karibischen Inseln bis Ecuador und Ost-Brasilien (Bahia, Parana und Santa Catarina) in Höhenlagen zwischen 100 und 1300 m über dem Meeresspiegel.

## Systematik
Die Beschreibung der Pflanzenart unter dem Namen Tillandsia berteroniana durch die beiden österreichischen Botaniker Joseph August Schultes und Julius Hermann Schultes (Vater und Sohn) erschien 1830 in der von Joseph August Schultes und Johann Jacob Römer gemeinsam herausgegebenen 16. Auflage des Werks Caroli a Linné systema vegetabilium. Der deutsche Botaniker Carl Christian Mez bezog sich 1896 auf dieses Basionym, ordnete die Art jedoch unter dem Namen Catopsis berteroniana einer anderen Gattung zu und gab damit die aktuell gültige Erstbeschreibung.
Synonyme für die Art sind:
- Renealmia pendula Gaertner, 1805, non Catopsis pendula Baker, 1889
- Tillandsia pendula Thunberg ex Gaertner, 1805
- Tillandsia berteroniana Schultes f., 1830
- Pogospermum berteronianum (Schultes f.) Brongniart, 1864
- Catopsis mosenii Mez, 1896